# The Feel of Neil Diamond
| Оценки критиков | Оценки критиков |
| Источник        | Оценка          |
| --------------- | --------------- |
| Allmusic        | [ 1 ]           |

The Feel of Neil Diamond — дебютный студийный альбом американского певца Нила Даймонда, выпущенный в 1966 году. Самыми известными синглами с этого альбома являются: «Solitary Man» (55 место в американских чартах), «Cherry, Cherry» (6 место в американских чартах) и «Oh No No» (16 место в американских чартах). Пластинка заняла 137 место в чарте The Billboard 200.
На CD альбом ни разу не издавался, но однако позднее в данном формате был выпущен сборник «The Bang Years», который содержал некоторые треки с этого альбома, а также несколько песен из следующего альбома «Just For You».

## Список композиций
| №  | Название          | Автор(ы)                  | Длительность |
| -- | ----------------- | ------------------------- | ------------ |
| 1. | «Solitary Man»    | Нил Даймонд               | 2:32         |
| 2. | «Red Rubber Ball» | Брюс Вудли, Пол Саймон    | 2:18         |
| 3. | «La Bamba»        | Ричи Валенс               | 2:07         |
| 4. | «Do It»           | Нил Даймонд               | 2:24         |
| 5. | «Hanky Panky»     | Джефф Барри, Элли Гринвич | 2:44         |
| 6. | «Monday, Monday»  | Джон Филлипс              | 2:56         |

| №  | Название            | Автор(ы)                    | Длительность |
| -- | ------------------- | --------------------------- | ------------ |
| 1. | «New Orleans»       | Фрэнк Гуида, Джозеф Ройстер | 2:24         |
| 2. | «Someday Baby»      | Нил Даймонд                 | 2:18         |
| 3. | «Oh No No»          | Нил Даймонд                 | 2:13         |
| 4. | «I'll Come Running» | Нил Даймонд                 | 2:55         |
| 5. | «Love To Love»      | Нил даймонд                 | 2:18         |
| 6. | «Cherry, Cherry»    | Нил Даймонд                 | 2:42         |